# رنسانس (آلبوم بیانسه)
رنسانس (انگلیسی: Renaissance) هفتمین آلبوم استودیویی خوانندهٔ آمریکایی بیانسه است که در ۲۹ ژوئیهٔ ۲۰۲۲، توسط پارکوود و کلمبیا منتشر شد. این نخستین آلبوم استودیویی انفرادی بیانسه پس از لیموناد (۲۰۱۶) و اولین قسمت از یک پروژهٔ سه‌گانه است. این آلبوم، بازتابی از وضعیت ذهنی بیانسه در دورهٔ همه‌گیری کووید-۱۹ است.
بیانسه رنسانس را طی همه‌گیری کووید-۱۹ طرح‌ریزی و ضبط کرد؛ او به دنبالِ برانگیختن لذت و گریزگرایی در مخاطبانی بود که انزوا را تجربه کرده بودند و نیز برگزاری دوره‌ای از کلوب که در آن افراد منزوی، خواهانِ رهایی از طریق موسیقی رقص بودند. این آلبوم با ترانه‌هایش که به‌طور یکپارچه مانند دی‌جی میکس ترتیب‌بندی شده‌است، سبک‌های موسیقی رقص سیاه‌پوستان پسادههٔ ۱۹۷۰ مانند دیسکو و هاوس را تلفیق و به پیشگامان سیاه‌پوست و گیِ این ژانرها ادای احترام می‌کند. محتوای اشعار این آلبوم به مضامین گریزگرایی، هدونیسم، اعتماد به نفس و بیانِ خود می‌پردازد.
رنسانس از لحاظ تجاری موفق بود. این آلبوم در هفتهٔ نخست انتشار به صدر جدول بیلبورد ۲۰۰ ایالات متحده رسید و هفتمین آلبوم بیانسه بود که به‌طور متوالی به این جایگاه می‌رسد، و گواهی‌نامهٔ پلاتین کسب کرد. این آلبوم همچنین در استرالیا، بلژیک، کانادا، دانمارک، فرانسه، ایرلند، هلند، نیوزیلند، سوئد و بریتانیا به صدر جدول فروش رسید. تک‌آهنگ آغازین این آلبوم، «روحم را بشکن»، در ۲۰ ژوئن ۲۰۲۲ منتشر شد و در رتبهٔ اول چندین جدول بین‌المللی، از جمله بیلبورد هات ۱۰۰ قرار گرفت. تک‌آهنگ دوم، «آن را دست‌بند بزن» نیز به تاپ تن بیلبورد هات ۱۰۰ و جدول‌های بین‌المللی رسید.
رنسانس به‌دلیل آوای ترکیبی و در عین حال منسجم، حالت شادی‌بخش، و عملکرد آواز بیانسه مورد تحسین گستردهٔ منتقدان قرار گرفت. این آلبوم از سوی نشریات مختلفی مانند لس آنجلس تایمز، نیویورک تایمز، پیچفورک و رولینگ استون بهترین آلبوم سال نامیده شد. رنسانس در شصت و پنجمین مراسم جایزه گرمی نامزد نه جایزه شامل آلبوم سال، ترانهٔ سال و ضبط سال شد که توانست چهار جایزه کسب کند. بیانسه برای این آلبوم، تور جهانی رنسانس را برگزار کرد.

## پیش‌زمینه
در نیمهٔ دوم دههٔ ۲۰۱۰، بیانسه چندین پروژهٔ تحسین‌شدهٔ روایت‌محور منتشر کرد که به میراث موسیقی‌دانان و هنرمندان سیاه‌پوست می‌پرداخت. این پروژه‌ها عبارتند از: آلبوم لیموناد در ۲۰۱۶؛ اجرای کواچلای او که با الهام از کالج‌ها و دانشگاه‌های سیاه‌پوستان بود و فیلم و آلبوم زنده‌ای که این اجرا را مستند می‌کرد؛ آلبوم موسیقی متن فیلم شیرشاه تحت عنوان شیرشاه: هدیه در ۲۰۱۹ و فیلم بصری سیاه پادشاه است در ۲۰۲۰.
در مصاحبه‌ای با بریتیش وگ، بیانسه گفت قرنطینهٔ ناشی از همه‌گیری کووید-۱۹ او را به عنوان یک فرد تغییر داده‌است و بیان کرد «زمان زیادی را صرف ساختن میراثم و نشان دادن فرهنگم به بهترین شکلی که می‌دانم کرده‌ام. اکنون، تصمیم گرفتم به خودم اجازه بدهم روی شادی خود تمرکز کنم.» علاوه بر این، او این دوره را خلاقانه‌ترین زمان زندگی خود نامید زیرا با ضبط موسیقی جدید به دنبال فرار از احساس انزوا بود. زمانی که پایان دوران قرنطینه فرا رسید، بیانسه به هارپرز بازار گفت که «همه ما آمادهٔ رهایی، حرکت، عشق ورزیدن و دوباره خندیدن هستیم. احساس می‌کنم نوعی رنسانس در حال ظهور است و می‌خواهم به هر طریق ممکن بخشی از این رهایی باشم.»
بیانسه خواهانِ الهام از فرهنگ بال، موسیقی رقص و فرهنگ کلوب پس از دههٔ ۱۹۷۰ بود. بیانسه خاطرنشان کرد که او تا حد زیادی توسط «دایی» جانی (پسر خالهٔ گی او) با این فرهنگ آشنا شد. او طی شیوع ایدز تا زمان مرگش در بالندگی بیانسه نقش داشت. به علاوه، او می‌خواست این آلبوم تجلیل از پیشگامان موسیقی رقص باشد که دست کم گرفته شده بودند، و نقششان در جریان اصلی شناخته نشده بود.

## طرح روی جلد

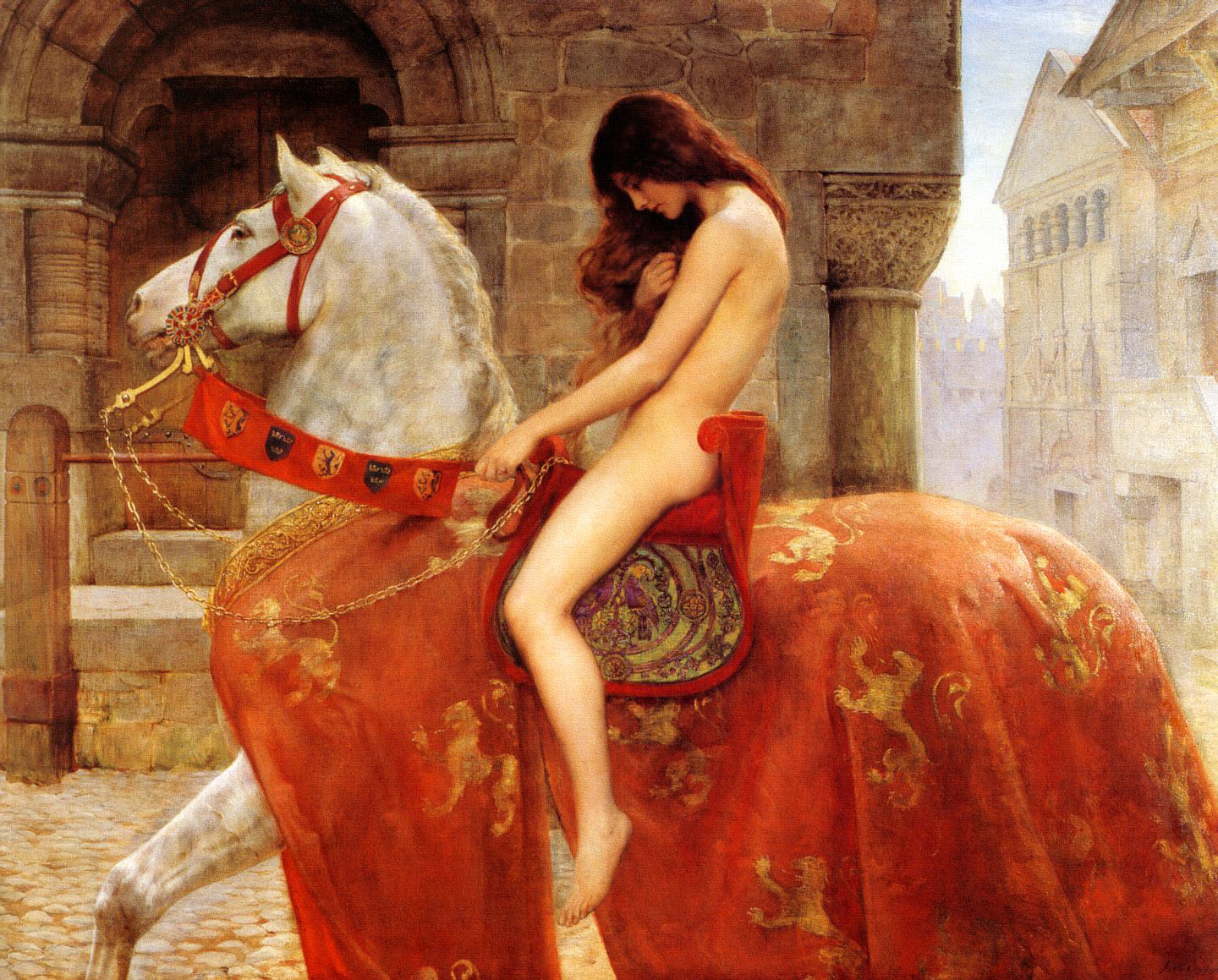
طرح روی جلد با بانو گودیوا اثر هنرمند بریتانیایی جان کولیر مقایسه شده‌است.

در ۳۰ ژوئن ۲۰۲۲، بیانسه در حساب‌های رسانه‌های اجتماعی خود، طرح روی جلد آلبوم را به‌همراه یادداشتی کوتاه منتشر کرد. در تصویر روی جلد، او بر روی یک اسب «تابنده»، «هولوگرافیک»، «کریستال» با یک «بیکینی آینده‌نگر و تقریباً هزارپامانند» نشسته‌است. منتقدان ژست سوارکاری را اشاره‌ای به نقاشی بانو گودیوا اثر جان کولیر در سال ۱۸۹۷ و عکس‌های بیانکا جگر سوار بر اسب در استودیو ۵۴ تعبیر کردند. لباس بیانسه به‌دست نوسی کوئرو طراحی شد و یادآور تاپ کریستالی است که او در طرح روی جلد به طرز خطرناکی عاشق (۲۰۰۳) پوشیده بود.
تصویری روی جلد جایگزین برای نسخهٔ وینیل، بیانسه را در بالای همان اسب نشان می‌دهد، اما «کلاه سفید گاوچران با سرپوش نقره‌ای که موهایش را پنهان می‌کند» و «زنجیر نقره‌ای درخشان که دست‌ها و پاهای او را می‌پوشاند» پوشیده‌است. در پشت سر او، تابلوی نقاشی لوکا جوردانو در سال ۱۶۹۰، یعنی La Conversion de Saint Paul قرار دارد که تغییر دین پولس رسول را به تصویر می‌کشد.

## ساختار
بنا به گفتهٔ منتقدان، رنسانس رویکردی «بدیع» و «بازیگوشانه» به ژانر دارد، و میان چندین سبک ترکیب و تغییر می‌کند که اساساً ژانرهای گوناگون موسیقی رقص سیاه‌پوستان پس از دههٔ ۱۹۷۰ است. این آلبوم، اثری رقص، هاوس، دیسکو، پاپ و آراندبی توصیف شده‌است. ترانه‌های آن عناصری از طیف گسترده‌ای از زیرژانرها را در بر می‌گیرد که شامل بونس، تکنو دیترویت، گراژ، Afrobeats, boogie, فانک، گاسپل، میامی بیس، سایکدلیک سول، هیپ هاپ، ترپ، gqom, new jack swing, Jersey club, شیکاگو هاوس، دیپ هاوس، الکترو هاوس، هیپ هاوس، سینث-پاپ، hyperpop, دنس‌هال و نیو دیسکو می‌شود.
قطعات آلبوم با تغییرات یکپارچه به هم متصل هستند و با بیت‌مچینگ (تداعی‌کردن یک دی‌جی میکس) به جریان انداخته می‌شوند. به گفتهٔ کری باتان در نیویورکر، این روش به جای «محدودیت‌های یک ایستگاه رادیویی یا پلی‌لیست»، «تغییر حالات روحی و جسمانی سکوی رقص» را منعکس می‌کند. برخی از قطعات نیز ساختار غیرمتعارفی دارند که شامل تندا‌ها و موومان‌های متعدد است.
از لحاظ اشعار، رنسانس دربرگیرندهٔ مضامین گریزگرایی، خوداتکایی، بیان حال، هدونیسم و خوشی است، به‌طوری که بیانسه در مخاطبان، لذت و دلگرمی را برمی‌انگیزد. به عقیدهٔ گاردین، این آلبوم «شنوندگان را ترغیب می‌کند که از صمیم قلب لذت را در آغوش بگیرند» و اساساً به شادی در فرهنگ سیاه‌پوستان اشاره می‌کند. اشعار آلبوم بر رقص به عنوان معیاری، هم برای کاتارسیس شخصی و هم برای تمرینِ روحیِ رهایی‌بخش تأکید می‌کند.

## تبلیغات و انتشار
بیانسه در ۷ ژوئن ۲۰۲۲ با حذف تصویر نمایهٔ خود از تمام پلتفرم‌های رسانه‌های اجتماعی، شروع به آشکارسازی آلبومی جدید کرد. چهار روز بعد، متن «B7 چیست؟» در صفحه اصلی وبگاه رسمی او قرار گرفت. طرفداران متوجه شدند که این وبگاه برای آلبوم‌های استودیویی هفتم و هشتم او نیز جایگاه‌هایی داشت. بیانسه رسماً این آلبوم را اعلام کرد و روز بعد پیش‌فروش رنسانس در وبگاه و پلتفرم‌های پخش دیجیتال منتشر شد.